# Concordata de Bolonha
A concordata de Bolonha foi um tratado assinado em 1516 entre o Rei da França Francisco I da França e o Papa Leão X.
Aumentou o poder da coroa francesa sobre a igreja, concedendo ao monarca francês o direito de indicar os bispos e outras autoridades eclesiásticas, além de  também poder usar as rendas dos bispados e abadias vagos. 
Este tratado reforçou a ideia de que a Igreja francesa tinha uma posição privilegiada em relação a Roma ("galicanismo").